# Carlota Castrejana
María Carlota Castrejana Fernández (née le 25 avril 1973 à Logroño) est une athlète et joueuse de basket-ball espagnole.

## Biographie

### Basket-ball
Joueuse de basket-ball à ses débuts, elle participe aux Jeux olympiques de 1992, à Barcelone, où l'équipe d'Espagne se classe cinquième du tournoi olympique.

### Athlétisme
À partir de 1993, Carlota Castrejana se consacre au saut en hauteur. Elle remporte trois titres nationaux et y est classée n°1 espagnole en 1996 et 1997.
À partir de 1998 elle délaisse cette discipline et pratique désormais le saut en longueur et le triple saut. C'est dans cette dernière épreuve qu'elle se distingue, avec dès cette année-là une médaille d'argent aux championnats ibéro-américains. Elle y obtient également l'or, en 2000, et encore l'argent en 2004.
Elle améliore trois fois le record d'Espagne (absolu) du triple saut, qui appartenait à Concepción Paredes : 14,51 m en 2002 lors de la coupe d'Europe des nations First League, puis 14,60 m en 2005 pour obtenir la 2e place aux Jeux méditerranéens d'Almería
, et enfin 14,64 m en 2007 à l'occasion des championnats d'Europe en salle, où elle remporte la médaille d'or, en devançant la Russe Olesya Bufalova et la Française Teresa Nzola Meso Ba . En effet, le nouveau règlement stipule que les records absolus peuvent être obtenus aussi bien en plein air qu'en salle,
.
En 2008 elle remporte un dernier titre de championne d'Espagne et échoue aux qualifications des Jeux olympiques de Pékin. Elle se retire à l'issue de la saison.

### Palmarès
| Date | Compétition                    | Lieu           | Résultat | Épreuve     | Performance       |
| ---- | ------------------------------ | -------------- | -------- | ----------- | ----------------- |
| 1998 | Championnats ibéro-américains  | Lisbonne       | 2e       | Triple saut | 13,58 m           |
| 2000 | Championnats ibéro-américains  | Rio de Janeiro | 1re      | Triple saut | 13,61 m           |
| 2001 | Universiade                    | Pékin          | 11e      | Triple saut | 13,38 m           |
| 2001 | Jeux méditerranéens            | Tunis          | 3e       | Triple saut | 13,72 m           |
| 2002 | Championnats d'Europe en salle | Vienne         | 8e       | Triple saut | 13,74 m           |
| 2002 | Championnats d'Europe en salle | Vienne         | 10e      | Longueur    | 6,23 m            |
| 2002 | Championnats d'Europe          | Munich         | 11e      | Triple saut | 13,82 m           |
| 2002 | Coupe du monde des nations     | Madrid         | 3e       | Triple saut | 14,13 m           |
| 2003 | Championnats du monde en salle | Birmingham     | 6e       | Triple saut | 14,32 m NRi       |
| 2004 | Championnats ibéro-américains  | Guatemala      | 2e       | Triple saut | 14,35 m           |
| 2005 | Championnats d'Europe en salle | Madrid         | 3e       | Triple saut | 14,45 m NRi       |
| 2005 | Championnats du monde          | Helsinki       | 11e      | Triple saut | 13,86 m           |
| 2005 | Jeux méditerranéens            | Almería        | 2e       | Triple saut | 14,60 m NR        |
| 2006 | Championnats d'Europe          | Göteborg       | 11e      | Triple saut | 13,74 m           |
| 2007 | Championnats d'Europe en salle | Birmingham     | 1re      | Triple saut | 14,64 m NR et NRi |
| 2007 | Finale mondiale de l'IAAF      | Stuttgart      | 7e       | Triple saut | 13,91 m           |

#### National
- 1 titre en hauteur (1996) et 2 en salle (1995, 1997)
- 9 titres au triple (2000-2008) et 8 en salle (2000-2007)[2]

### Records
| Épreuve          | Épreuve   | Performance | Lieu       | Date             |
| ---------------- | --------- | ----------- | ---------- | ---------------- |
| Triple saut      | Plein air | 14,60 m     | Almería    | 1er juillet 2005 |
| Triple saut      | Salle     | 14,64 m     | Birmingham | 4 mars 2007      |
| Saut en longueur | Plein air | 6,47 m      | Basauri    | 4 juillet 1998   |
| Saut en hauteur  | Plein air | 1,89 m      | Grenade    | 29 mai 1996      |